# Східноєвропейський час
| синій       | Західноєвропейський час (WET, GMT) (UTC+0) Західноєвропейський літній час (WEST, BST, IST) (UTC+1) |
| фіолетовий  | Західноєвропейський час (WET, GMT) (UTC+0)                                                         |
| червоний    | Центральноєвропейський час (CET) (UTC+1) Центральноєвропейський літній час (CEST) (UTC+2)          |
| жовтий      | Східноєвропейський час (EET) / Калінінградський час (UTC+2)                                        |
| буро-жовтий | Східноєвропейський час (EET) (UTC+2) Східноєвропейський літній час (EEST)(UTC+3)                   |
| зелений     | Далекосхідноєвропейський час (FET)/Московський час (MSK) (UTC+3)                                   |

Східноєвропейський час (англ. Eastern European Time, EET) — одна із назв часового пояса UTC+2. За цим часом живуть деякі країни Європи, Північної Африки та Близького Сходу. Більшість із них також послуговується східноєвропейським літнім часом — (EEST) (UTC+3) влітку. Зокрема, такої зміни часу дотримується й Україна.

## Географія

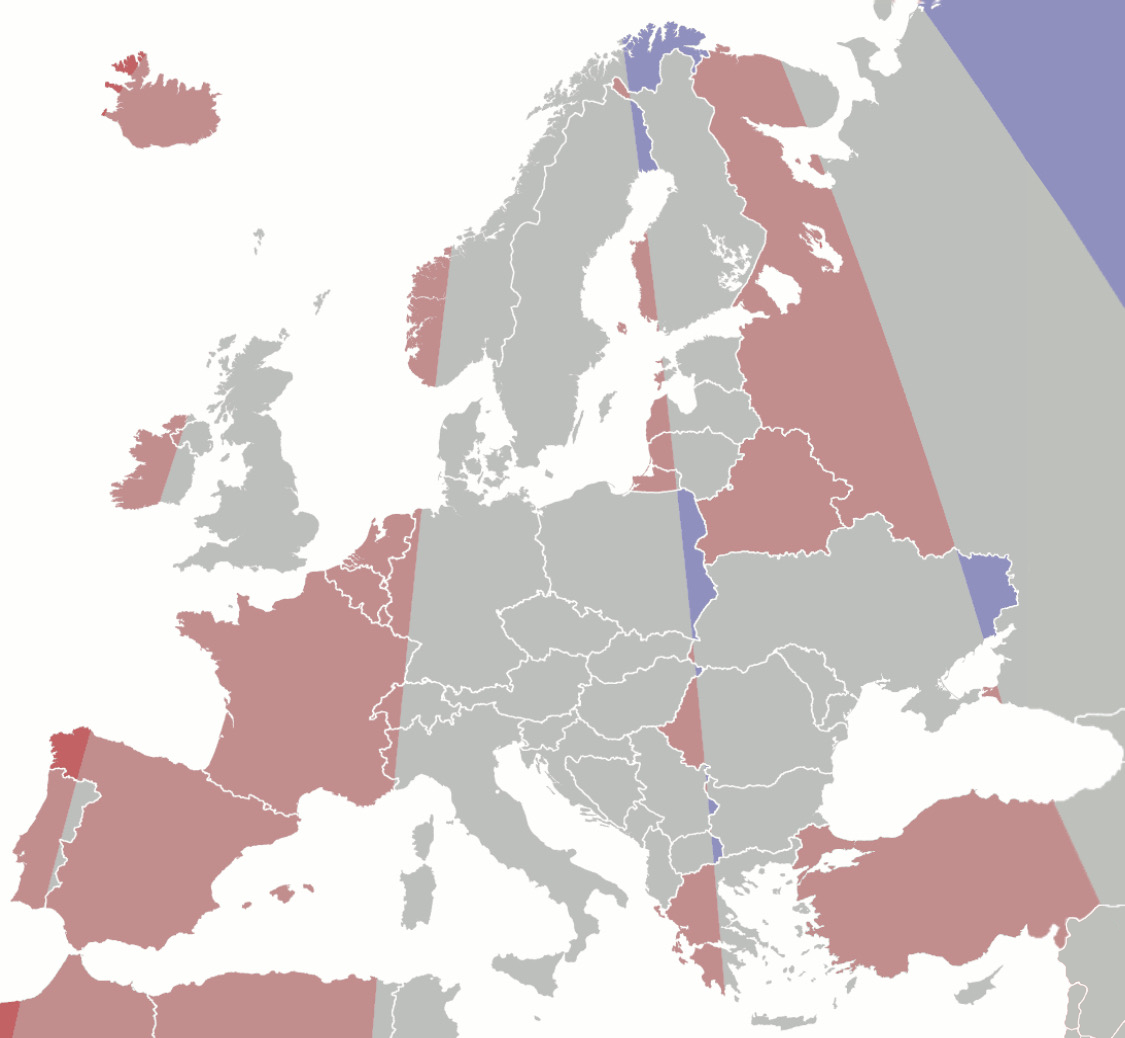
Відхилення часу, визначеного законами від Стандартний час:

Цілий рік за східноєвропейським часом живе лише Лівія.
Такі країни й території використовують східноєвропейський час узимку між 1:00 UTC (3:00 EET) останньої неділі жовтня й 1:00 UTC (4:00 EEST) останньої неділі березня:
- Аландські острови
- Болгарія
- Греція
- Кіпр
- Латвія
- Литва
- Молдова
- Румунія
- Україна
- Фінляндія
- Естонія

Відповідно до законодавства Молдови, весняний перехід відбувається о 2:00 EET, осінній - о 3:00 EEST. У країнах Близького Сходу терміни використання літнього часу хоч і близькі, але відмінні від європейських і не завжди відбуваються за усталеним графіком. До таких належать:
- Ізраїль (між ост. п'ятницею березня, 02:00 EET і ост. неділею жовтня, 02:00 EEST)
- Йорданія (між ост. п'ятницею лютого, 00:00 EET і ост. п'ятницею жовтня, 01:00 EEST, з 2022 - "постійний літній час")
- Сирія (між ост. п'ятницею березня, 00:00 EET і ост. п'ятницею жовтня, 00:00 EEST, з 2022 - "постійний літній час")
- Ліван (між ост. неділею березня, 00:00 EET і ост. неділею жовтня, 00:00 EEST)
- Палестинські території (між ост. суботою березня, 02:00 EET і ост. суботою жовтня, 02:00 EEST)
- Єгипет (між ост. п'ятницею квітня, 00:00 EET і ост. п'ятницею жовтня, 00:00 EEST, літній час не вводився у 2011-2013, 2015-2022 роках)

## Київський час
Київський час — назва, усталена в Україні на позначення східноєвропейського часу. Стандартна розбіжність із всесвітнім часом +2 години. Діє на всій території України, названий за назвою її столиці — Києва.

### Літній час
Перехід на літній час застосовується щорічно - вводиться останньої неділі березня о третій годині за київським часом та скасовується останньої неділі жовтня о четвертій годині за літнім часом. У цей період розбіжність із всесвітнім часом — +3 години. 

### Історія
Окрема зона київського часу виникла 1 липня 1990 року, коли Україна вийшла із зони московського часу. До 1990 тут діяв західний часовий пояс СРСР — московський, який з 1924 по 1930 роки був на дві години попереду Гринвіча, а з 1930 по 1991 — на три. З 1981 року вводився літній час, і розбіжність із всесвітнім часом становила +4 години
У 1990 році 25 березня востаннє відбувся перехід на літній час третього поясу. Першого липня о 2-й годині ночі стрілки годинників були переведені на годину назад, відтак став чинним літній час другого поясу. Однак восени цей літній час скасований не був, тож "окремішність" стала умовною. Скасовано літній час було тільки восени 1991 року. З 1992 по 1995 літній час вводився останньої неділі березня о 2-й годині ночі та скасовувався останньої неділі вересня о 3-й годині. У 1996 році час зміни було перенесено на третю годину навесні, і на четверту — восени. Осінній перехід став відбуватися останньої неділі жовтня.
У 1994 році Автономна Республіка Крим вийшла із зони київського часу, запровадивши московський час. Однак це рішення не входило до повноважень Верховної Ради Автономної Республіки Крим, визначених Конституцією України, і у березні 1997 року постанову було скасовано.